# Пинкни, Роберт
Роберт Пинкни (англ. Robert Pinkeney; умер в 1296) — англо-шотландский аристократ, феодальный барон Пинкни. Претендовал на корону Шотландии в ходе «Великой тяжбы».

## Биография
Роберт Пинкни был сыном Генри Пинкни и Мэри Уолл. После смерти отца в 1277 году он унаследовал феодальную баронию Уэдон-Пинкни в Нортгемптоншире (Англия), а также земли в Южной Шотландии, в Лотиане. По женской линии Роберт происходил от шотландских королей: его прабабка Марджори была внебрачной дочерью Генри, графа Хантингдон. Поэтому в 1290 году, после смерти Маргарет Норвежской Девы, Пинкни заявил о своих претензиях на корону. В общей сложности претендентов было четырнадцать, и судьба престола решалась в ходе судебного процесса, известного как «Великая тяжба». Верховный арбитр, король Англии Эдуард I, в 1292 году принял решение в пользу Джона Баллиоля.
Роберт Пинкни умер в 1296 году. Его наследником стал младший брат, Генри Пинкни.